# Bob Crosbie
Robert Crichton Crosbie, plus connu sous le nom de Bob Crosbie (né le 2 septembre 1925 à Glasgow en Écosse et mort en 1994), est un joueur de football écossais qui évoluait au poste d'attaquant.

## Biographie
Bob Crosbie joue en faveur des clubs anglais de Bury, Bradford Park Avenue, Hull City, et Grimsby Town. Il joue également avec l'équipe écossaise de Queen of the South.
Il inscrit un total de 155 buts en 295 matchs de championnat.

## Palmarès
Grimsby Town
- Championnat d'Angleterre D3 (1) :
  - Champion : 1955-56 (nord).
  - Meilleur buteur : 1955-56 (40 buts).